# 史跡新池ハニワ工場公園
史跡新池ハニワ工場公園（しせきしんいけハニワこうばこうえん）は、大阪府高槻市にある史跡公園。新池埴輪製作遺跡（国の史跡「今城塚古墳 附 新池埴輪製作遺跡」の一部）を保存する公園である。

## 概要
新池埴輪製作遺跡は、5 - 6世紀の遺跡で、埴輪窯18基と工房、工人集落からなる全国最大級の埴輪工場跡である。一帯は『日本書紀』欽明天皇23年条にある「摂津国三嶋郡植廬（ハニイホ）新羅人之先祖也」と考えられている。今城塚古墳（高槻市郡家新町、6世紀前半）の埴輪は当工場で造られた。
遺跡域では1988年（昭和63年）から調査がはじまり、1994年（平成6年）に「ハニワ工場公園」として整備された。1991年（平成3年）7月20日、遺跡域が既指定の国の史跡「今城塚古墳」に追加指定され、史跡指定名称が「今城塚古墳 附 新池埴輪製作遺跡」に変更。

## ハニワ工場の略年
- 450年頃、太田茶臼山古墳の造営を目的として工場が開かれた。窯3基（A群）と工房3棟、住居7棟の規模。
- 480年頃、窯5基（B群）と住居7棟を追加。番山古墳などのハニワを生産。
- 530年頃、窯10基（C群）を追加。5棟の工房（住居兼用）、住居14棟。今城塚古墳向けのハニワを生産。
- 550年頃、ハニワ生産を終える。

## 施設
- プロムナード

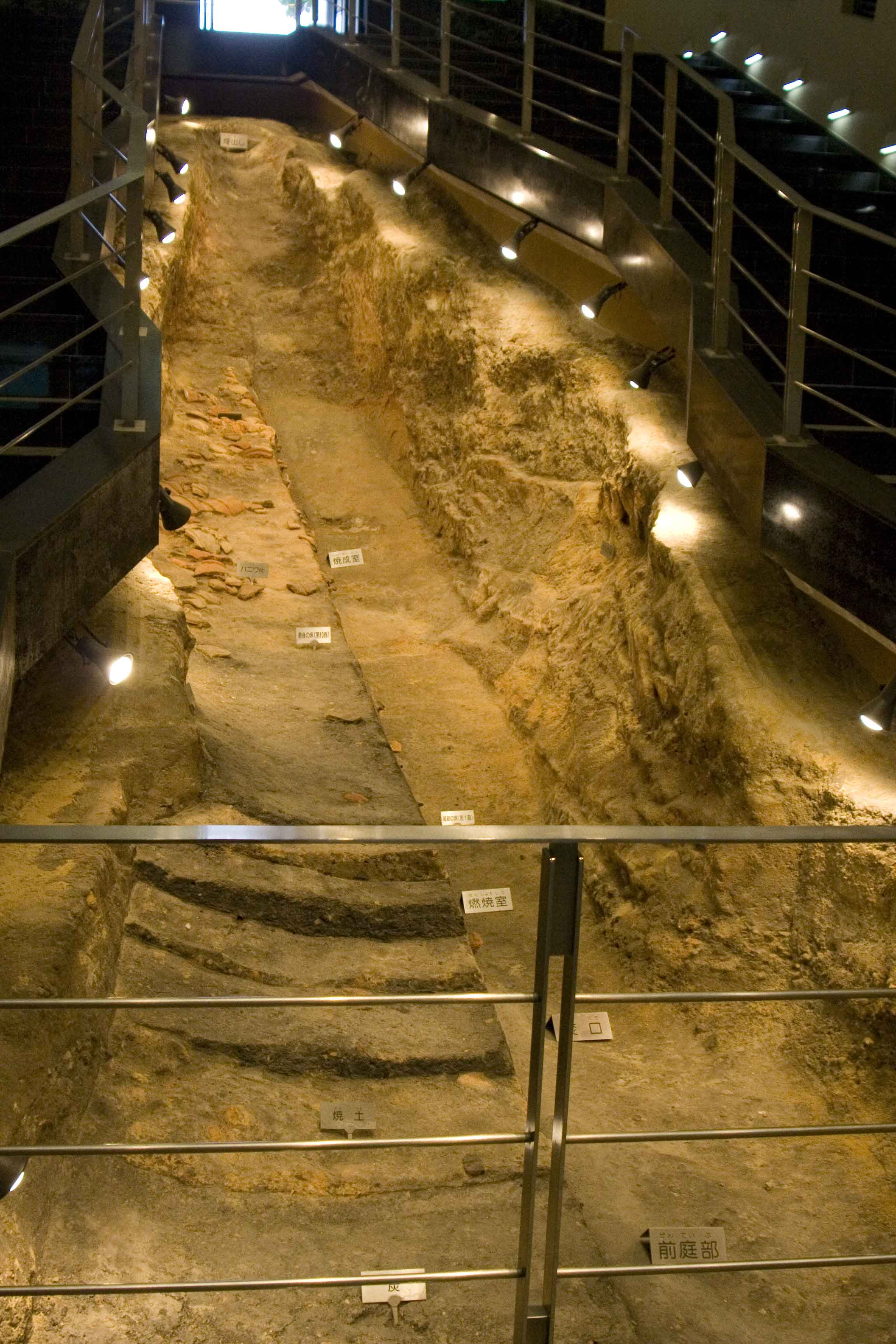
ハニワ工場館（新池遺跡18号窯）

  - 動物、円筒、家形、武人埴輪などの複製品を20種類、21体設置。本物と同寸法。磁器製。素焼きの質感を模しており自由に触れる[2]。
  - ヨシトミヤスオの漫画による説明パネルを展示（陶板製）。
- 工房2棟
  - 3棟の内2棟を復元。竪穴建物で、母屋にあたる部分は茅葺き、周縁の下屋部分は杉皮葺きで復元されている[3]。
- ハニワ窯跡2基
  - 大小あわせて18の窯の内、2基を復元。また、1基を発掘中の状態で再現。
- ハニワ工場館
  - 新池遺跡最大級の18号窯（530年頃）を覆屋で保護し、出土した埴輪3点も展示。

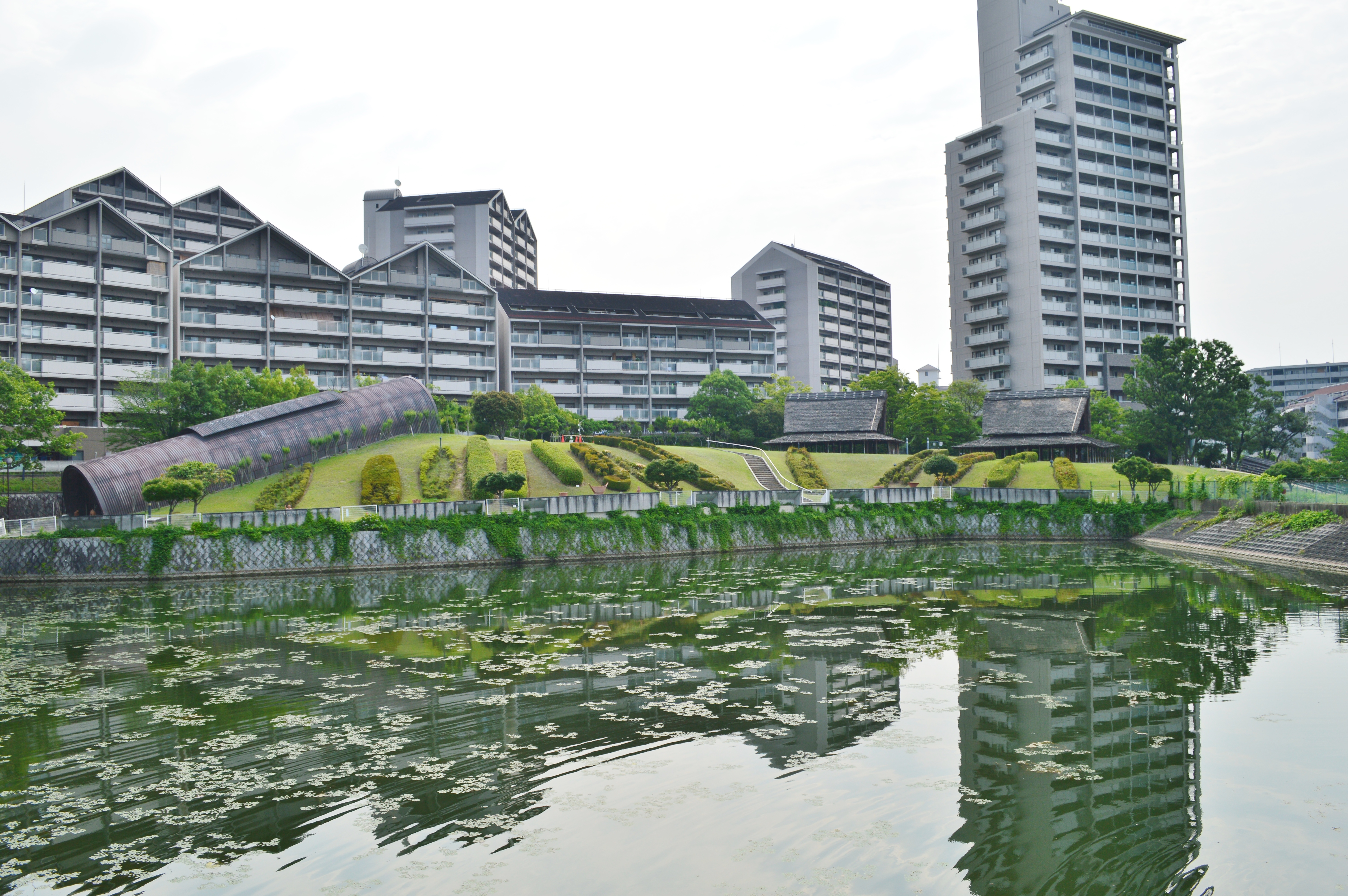
遠景
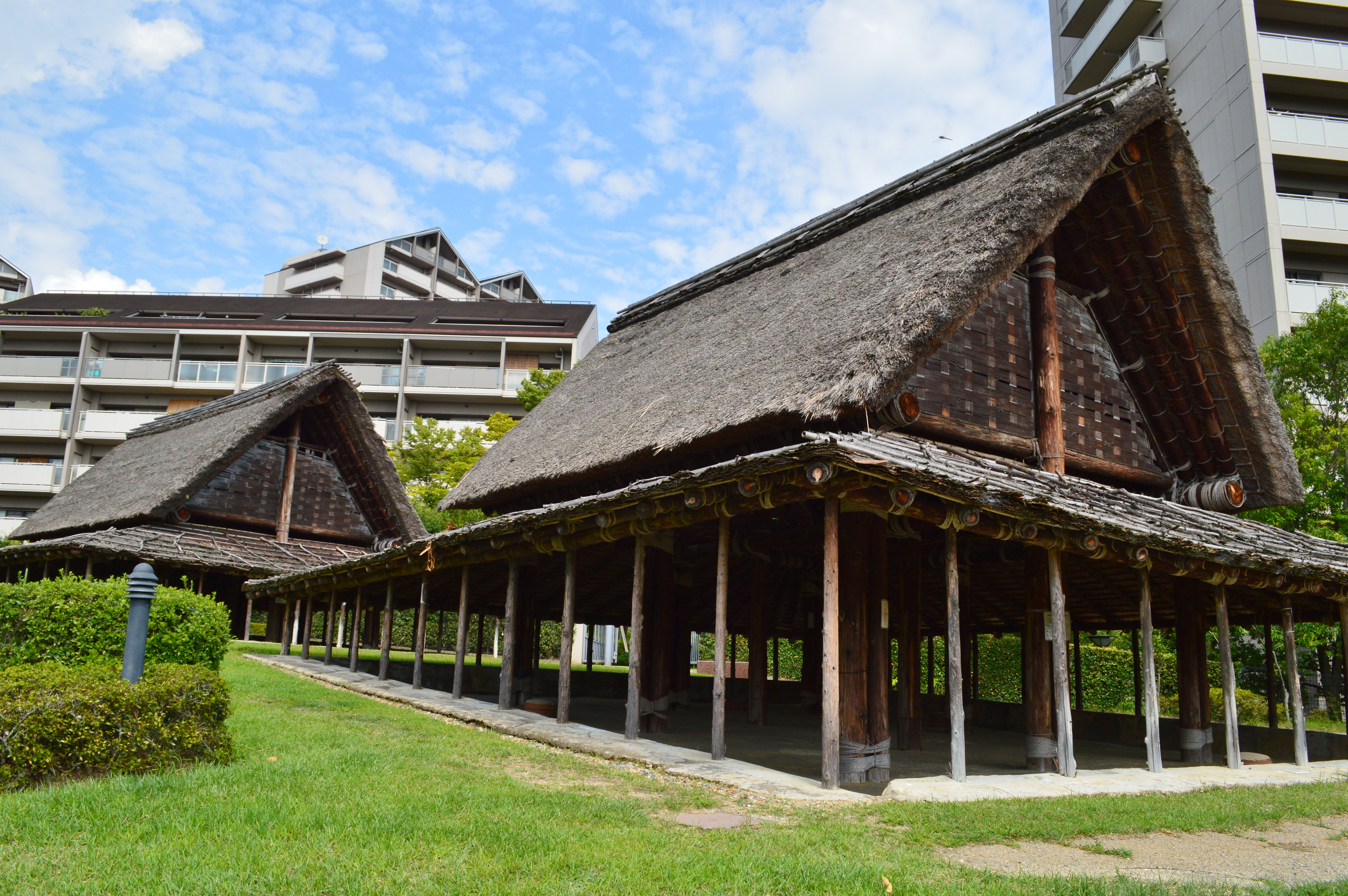
1号・2号工房（復元）
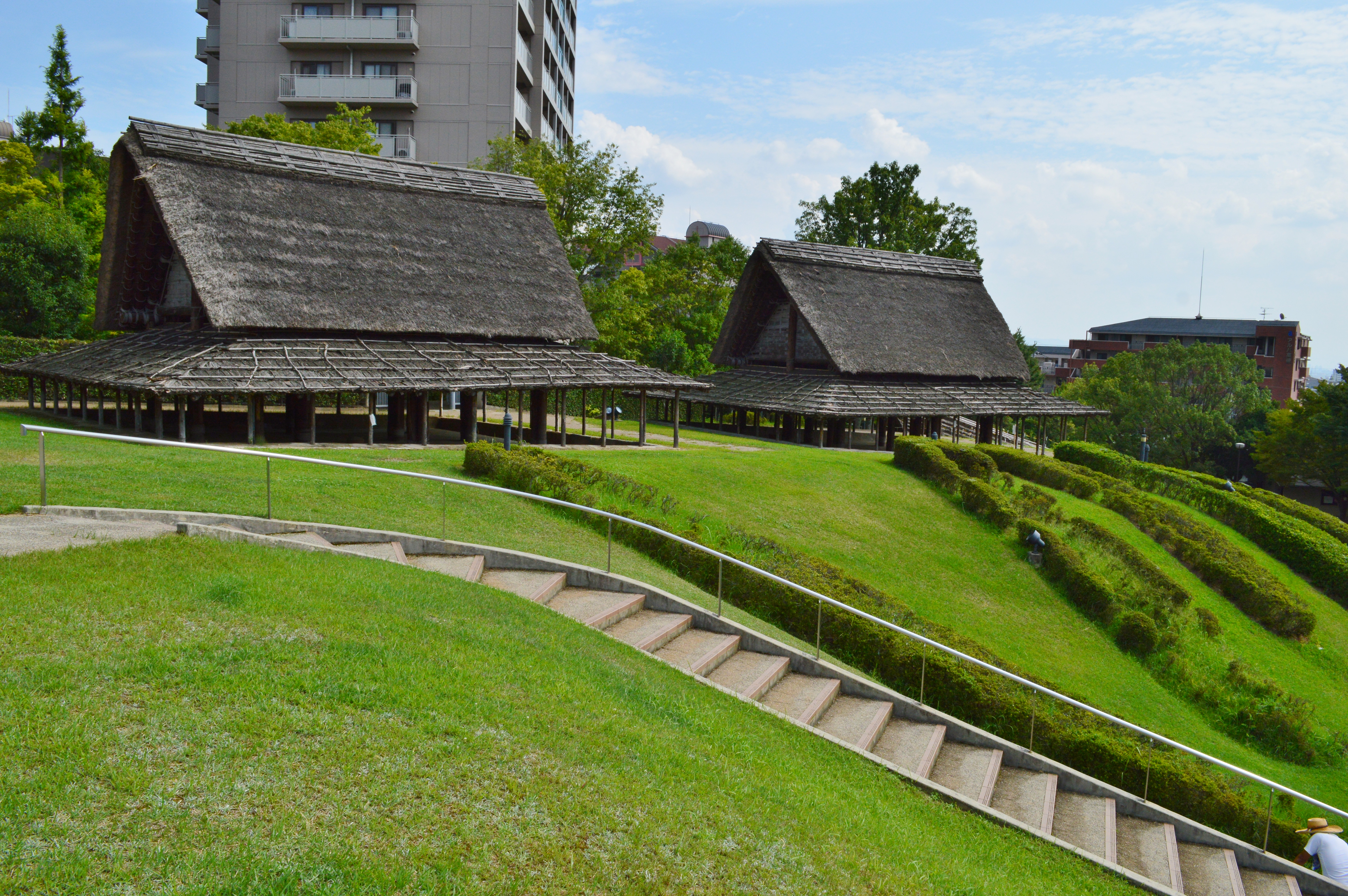
工房と埴輪窯跡（植え込み部分）
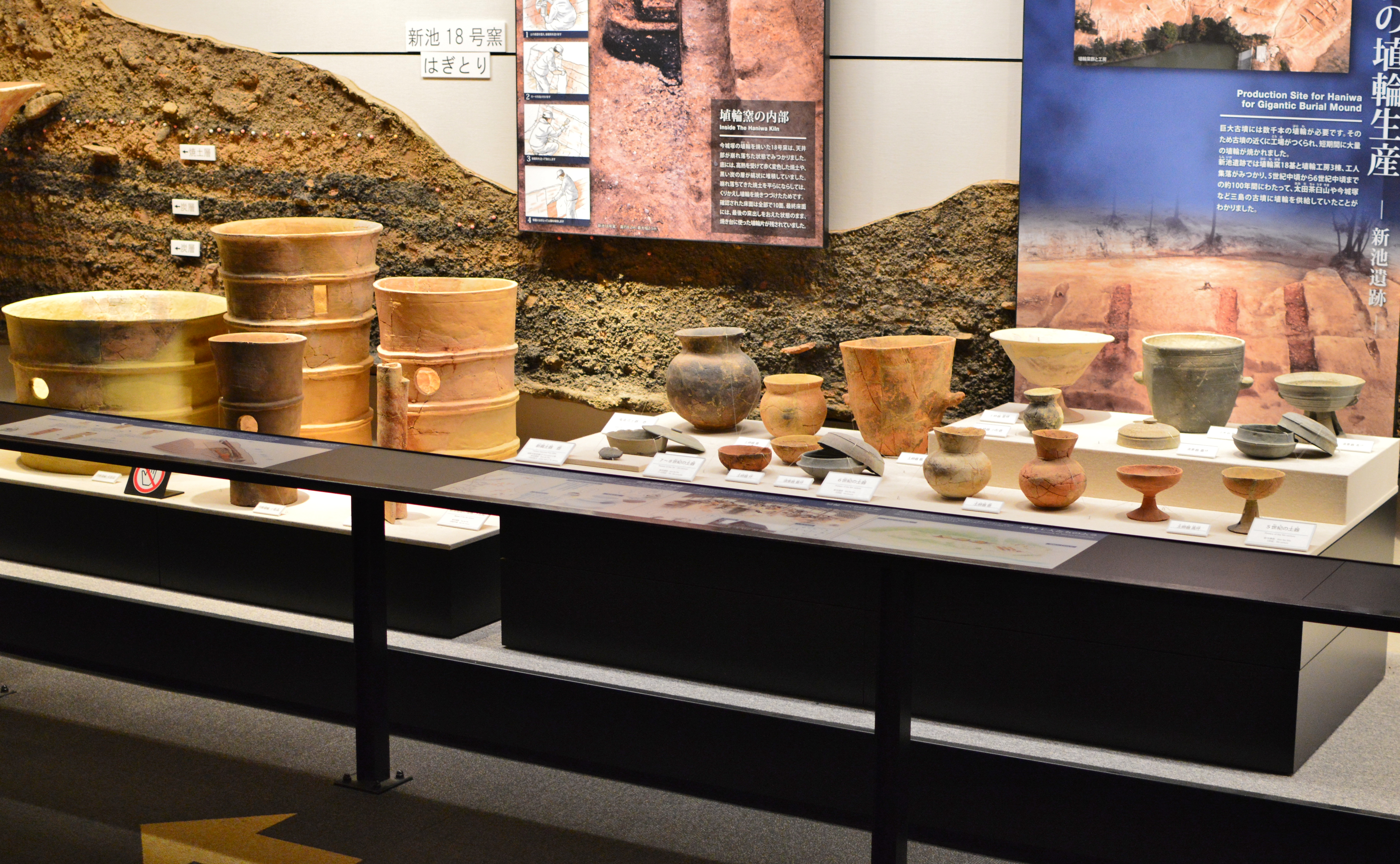
出土品 今城塚古代歴史館展示。

## 利用情報
- 開館時間：10時 - 17時（公園内は終日オープン）
- 休館日：12月29日 - 1月3日
- 入館料：無料

## 交通アクセス
- JR京都線摂津富田駅から高槻市営バス公団阿武山・日赤病院行きに乗車、上土室で下車し東へ徒歩約5分。

## 周辺
- 上の池公園（隣接）
- 番山古墳
- 今城塚古墳
- 今城塚古代歴史館
- 太田茶臼山古墳